# البدع الهابطي (حريضة)

تعديل مصدري - تعديل

البدع الهابطي هي إحدى قرى عزلة حريضة بمديرية حريضة التابعة لمحافظة حضرموت، بلغ تعداد سكانها 104 نسمة حسب تعداد اليمن لعام 2004.